# Resolución 1933 del Consejo de Seguridad de las Naciones Unidas
La Resolución 1933 del Consejo de Seguridad de Naciones Unidas, aprobada por unanimidad el 30 de junio de 2010, abordó la situación política en Costa de Marfil teniendo en cuenta las resoluciones anteriores número 1924, 1911, 1893 y 1885 (esta última relativa a Liberia).
La resolución recordó, entre otros asuntos, que en Costa de Marfil no se habían celebrado elecciones presidenciales desde octubre del 2000, expresando preocupación por ese hecho y por la ausencia de un calendario electoral, ofreciendo toda colaboración necesaria para que se llevaran a cabo. Condenó las violaciones de los Derechos Humanos acaecidas en el país, instando a las fuerzas políticas (participantes en el Acuerdo de Uagadugú) para acabar con esos hechos, investigándolos y soteniendo a los responsables a un proceso judicial con ayuda de la Misión de las Naciones Unidas en Costa de Marfil (ONUCI). Para ello se modificó y prorrogó el mandato de la ONUCI hasta el 31 de diciembre de 2010, prorrogándose también hasta la misma fecha la autorización para la presencia de tropas francesas para respaldar a la ONUCI.